# Sarcophaga aurifrons
Sarcophaga aurifrons är en tvåvingeart som beskrevs av Macquart 1846. Sarcophaga aurifrons ingår i släktet Sarcophaga och familjen köttflugor. Inga underarter finns listade i Catalogue of Life.